# Ligue des champions d'Afrique masculine de handball
La Ligue des champions d'Afrique masculine de handball, précédemment appelée Coupe d'Afrique des clubs champions, est une compétition créée en 1979. Elle regroupe annuellement les meilleurs clubs masculins de handball d'Afrique.
Le club égyptien du Zamalek SC est le plus titré avec 12 victoires, une de plus que le club algérien du MC Alger. Vainqueur en 2024 pour la septième fois, le club égyptien de l'Al Ahly est le tenant du titre.

## Histoire
En 2010, les fédérations égyptienne et tunisienne annoncent le retour de leurs clubs à cette compétition.

## Palmarès
Le palmarès détaillé est, :
| #   | Année | Hôte                                       | Finale                                     | Finale                                     | Finale                                     | Petite finale                              | Petite finale                              | Petite finale                              |
| #   | Année | Hôte                                       | Champion                                   | Score                                      | Finaliste                                  | Troisième                                  | Score                                      | Quatrième                                  |
| --- | ----- | ------------------------------------------ | ------------------------------------------ | ------------------------------------------ | ------------------------------------------ | ------------------------------------------ | ------------------------------------------ | ------------------------------------------ |
| 1re | 1979  | Le Caire                                   | Zamalek SC                                 |                                            | AS FOSA                                    | ASC Jaraaf                                 |                                            | Wydad AC                                   |
| 2e  | 1980  | Bouaké                                     | Zamalek SC                                 | 21 – 19                                    | DNC Alger                                  | Abidjan Université Club et/ou ?            | Abidjan Université Club et/ou ?            | Abidjan Université Club et/ou ?            |
| 3e  | 1981  | Dakar                                      | Zamalek SC                                 |                                            | ASC Jaraaf                                 | Shebeen Club                               |                                            |                                            |
| 4e  | 1982  | Bouaké                                     | Nadit Alger                                | 18 – 14                                    | Inter Club de Brazzaville                  |                                            |                                            |                                            |
| 5e  | 1983  | Brazzaville                                | MC Alger                                   | 33 – 32ap                                  | Inter Club de Brazzaville                  | Nadit Alger                                | 25 – 22                                    | Primeiro de Agosto                         |
| 6e  | 1984  | Dakar                                      | Inter Club de Brazzaville                  | 15 – 11                                    | ERC Alger                                  | Zamalek SC                                 |                                            | Niger United                               |
| 7e  | 1985  | Rabat                                      | Al Ahly                                    | 18 – 18a2p 7 – 6tab                        | MC Alger                                   | AS BIAO                                    | 23 – 22                                    | Primeiro de Agosto                         |
| 8e  | 1986  | Libreville                                 | Zamalek SC                                 | 24 – 22                                    | Inter Club de Brazzaville                  | Primeiro de Agosto                         |                                            | Nadit Alger                                |
| 9e  | 1987  | Owerri                                     | Imo Lions                                  | 22 – 18                                    | Niger United                               | IRB Alger                                  | 21 – 19                                    | Inter Club de Brazzaville                  |
| 10e | 1988  | Cotonou                                    | Imo Lions                                  |                                            | Rail HC                                    | Niger United                               |                                            |                                            |
| 11e | 1989  | Abidjan Bouaké                             | Omness de Dabou                            |                                            | Niger United                               | Munisport                                  |                                            |                                            |
| 12e | 1990  | Brazzaville                                | Port-Saïd                                  |                                            | Avenir du Rail                             | Munisport                                  |                                            | Wydad AC                                   |
| 13e | 1991  | Kano                                       | Zamalek SC                                 | 25 – 22                                    | RC Abidjan                                 | Kano Pyramids                              |                                            | Port-Saïd                                  |
| 14e | 1992  | Yamoussoukro                               | FAP Yaoundé                                | TTR                                        | RC Abidjan                                 | Zamalek                                    | TTR                                        |                                            |
| 15e | 1993  | Tunis                                      | Al Ahly                                    |                                            | ES Tunis                                   | Primeiro de Agosto                         |                                            |                                            |
| 16e | 1994  | Cotonou                                    | Al Ahly                                    | 32 – 23                                    | Petro Sport                                | Niger United                               |                                            |                                            |
| 17e | 1995  | Cotonou                                    | MM Batna                                   | 24 – 14                                    | FAP Yaoundé                                | Primeiro de Agosto                         |                                            |                                            |
| 18e | 1996  | Cotonou                                    | FAP Yaoundé                                | TTR                                        | Sokoto Rima                                | MM Batna                                   | TTR                                        | Primeiro de Agosto                         |
| 19e | 1997  | Niamey                                     | MC Alger                                   | 30 – 16                                    | FAP Yaoundé                                | Minuh de Yaoundé                           |                                            | Inter Club de Brazzaville                  |
| 20e | 1998  | Cotonou                                    | MC Alger                                   | 30 – 23                                    | Pélicans                                   | FAP Yaoundé                                |                                            | Minuh de Yaoundé                           |
| 21e | 1999  | Cotonou                                    | MC Alger                                   | 19 – 16                                    | FAP Yaoundé                                | Minuh de Yaoundé                           |                                            | Pélicans                                   |
| 22e | 2000  | Cotonou                                    | MC Alger                                   |                                            | Kano Pyramids                              | Étoile du Congo                            |                                            |                                            |
| 23e | 2001  | Benin City                                 | Zamalek SC                                 |                                            | Niger United                               | Minuh de Yaoundé                           |                                            |                                            |
| 24e | 2002  | Libreville                                 | Zamalek SC                                 | 37 – 28                                    | Sporting Clube de Luanda                   | ASC Jaraaf                                 |                                            | Minuh de Yaoundé                           |
| 25e | 2003  | Cotonou                                    | MC Alger                                   |                                            | Minuh de Yaoundé                           | Al Ahly                                    |                                            |                                            |
| 26e | 2004  | Casablanca                                 | MC Alger                                   |                                            | Minuh de Yaoundé                           | US Biskra                                  |                                            | Rabita de Casablanca                       |
| 27e | 2005  | Abidjan                                    | MC Alger                                   | 23 – 22                                    | ES Tunis                                   | Primeiro de Agosto                         | 27 – 19                                    | Red Star OJA                               |
| 28e | 2006  | Abidjan                                    | MC Alger                                   | TTR                                        | GD Banca                                   | Minuh de Yaoundé                           |                                            | Étoile du Congo                            |
| 29e | 2007  | Cotonou                                    | Primeiro de Agosto                         | 28 – 18                                    | Minuh de Yaoundé                           | MC Alger                                   |                                            |                                            |
| 30e | 2008  | Casablanca                                 | MC Alger                                   | 22 – 20                                    | Rabita de Casablanca                       | Minuh de Yaoundé                           | 25 – 24                                    | Primeiro de Agosto                         |
| 31e | 2009  | Yaoundé                                    | MC Alger                                   | 27 – 22                                    | Minuh de Yaoundé                           | Primeiro de Agosto                         | 34 – 30                                    | Munisport                                  |
| 32e | 2010  | Casablanca                                 | Étoile du Sahel                            | 26 − 22                                    | MC Alger                                   | JSE Skikda                                 | 35 − 30                                    | Rabita de Casablanca                       |
| 33e | 2011  | Kaduna                                     | Zamalek SC                                 | 27 − 24                                    | Étoile du Sahel                            | Primeiro de Agosto                         | 26 − 20                                    | JSE Skikda                                 |
| 34e | 2012  | Tanger                                     | Al Ahly                                    | 21 − 17                                    | Zamalek SC                                 | ES Tunis                                   | 32 – 23                                    | JSE Skikda                                 |
| 35e | 2013  | Marrakech                                  | ES Tunis                                   | 31 − 24                                    | Al Ahly                                    | Club africain                              | 31 – 28                                    | FAP Yaoundé                                |
| 36e | 2014  | Tunis                                      | Club africain                              | 24 − 17                                    | Al Ahly                                    | ES Tunis                                   | 31 – 30                                    | Sporting d'Alexandrie                      |
| 37e | 2015  | Nador                                      | Zamalek SC                                 | 35 − 22                                    | Club africain                              | Sporting d'Alexandrie                      | 24 – 23                                    | ES Tunis                                   |
| 38e | 2016  | Ouagadougou                                | Al Ahly                                    | 26 − 23                                    | ES Tunis                                   | Zamalek SC                                 | 30 – 24                                    | Widad Smara Handball                       |
| 39e | 2017  | Hammamet                                   | Zamalek SC                                 | 31 − 29ap                                  | ES Tunis                                   | Al Ahly                                    | 23 – 21                                    | AS Hammamet                                |
| 40e | 2018  | Abidjan                                    | Zamalek SC                                 | 27 − 25                                    | Al Ahly                                    | MC Alger                                   | 33 – 31                                    | JS Kinshasa                                |
| 41e | 2019  | Praia                                      | Zamalek SC                                 | 33 − 31                                    | Sporting d'Alexandrie                      | InterClube                                 | 24 – 21                                    | JS Kinshasa                                |
| 42e | 2020  | Annulée à cause de la pandémie de Covid-19 | Annulée à cause de la pandémie de Covid-19 | Annulée à cause de la pandémie de Covid-19 | Annulée à cause de la pandémie de Covid-19 | Annulée à cause de la pandémie de Covid-19 | Annulée à cause de la pandémie de Covid-19 | Annulée à cause de la pandémie de Covid-19 |
| –   | 2021  | Annulée faute de pays organisateur         | Annulée faute de pays organisateur         | Annulée faute de pays organisateur         | Annulée faute de pays organisateur         | Annulée faute de pays organisateur         | Annulée faute de pays organisateur         | Annulée faute de pays organisateur         |
| 43e | 2022  | Hammamet                                   | ES Tunis                                   | 28 – 24                                    | Zamalek SC                                 | Al Ahly                                    | 30 – 22                                    | Club africain                              |
| 44e | 2023  | Brazzaville                                | Al Ahly SC                                 | 37 − 23                                    | JS Kinshasa                                | BMC Brazzaville                            | 24 − 23                                    | FAP Yaoundé                                |
| 45e | 2024  | Laâyoune                                   | Al Ahly SC                                 | 43 – 22                                    | HBC Flowers                                | Zamalek SC                                 | 32 − 21                                    | Mountada Derb Sultan                       |

## Résultats détaillées et effectifs des clubs champions

### Édition 1980
La deuxième édition a eu lieu sous forme de matchs aller-retour jusqu'au stade des demi-finales.
Parmi les résultats, en demi-finale aller, le 19 octobre 1980 à Abidjan, Abidjan Université Club bat DNC Alger 18 à 13. La DNC Alger a joué avec les joueurs suivants : Farfar (GB), Azzeddine Bouzerar, Farouk Bouzerar, Akacha, Kheraifia, Amara, Chetabi, Boussebt, Tamallah, Bouchekriou, Benmaghsoula, Derradji. Entraineur : Benbelkacem.
En demi-finale retour, le 1er novembre 1980 à la salle Harcha Hassen d'Alger, le DNC Alger bat Abidjan Université Club 34 à 13 et est donc qualifié. La DNC Alger a joué avec les joueurs suivants : Boussebt (GB), Beruel, Azzeddine Bouzerar, Farouk Bouzerar, Akacha, Bouchekriou, Chetabi, Tamalah, Kheraifia, Amara, Benmaghsoula, Dekkar, Derradji. Entraineur : Benbelkacem.
La finale, disputée le 13 décembre 1980, a vu le club égyptien du Zamalek SC s'imposer face au club algérien du DNC Alger 21 à 19. La DNC Alger a joué avec les joueurs suivants : Farfar (GB), Tamallah, Farouk Bouzerar, Boussebt, Bouchekriou, Hamiche, Amara, Alilou, Chetabi, Abdelatif Bergheul, Akacha, Azzeddine Bouzerar. Entraineurs : Benbelkacem et Chebira.
Source : Hamid Grine, L'almanach du sport algérien, t. 1, ANEP Editions, 1990, 589 p. (présentation en ligne), p. 327

### Édition 1986
La huitième édition a eu lieu à Libreville au Gabon du 3 au 16 septembre 1986 et voit la participation de 11 clubs.
En finale, le club égyptien du Zamalek SC bat le club congolais de l'Inter Club de Brazzaville sur le score de 24 à 22 ou 19 à 17.
Le club algérien du Nadit Alger termine à la quatrième place a priori derrière le club angolais du Primeiro de Agosto.

### Édition 1987
La neuvième édition s'est déroulée à Owerri au Nigeria du 17 au 28 décembre 1987 et voit la participation de huit équipes.
Parmi les résultats de la phase de groupe, on trouve1 :
- JSB/ERC Alger bat  Primeiro de Agosto 24-14
- JSB/ERC Alger bat  OPAG 25-17
- Niger United bat  JSB/ERC Alger 20-18

Les demi-finales ont été disputées le samedi 26 décembre 19872 :
- Imo Lions bat  JSB/ERC Alger 22-20
- Niger United bat  Inter Club de Brazzaville score inconnu

Les finales ont été disputées le lundi 28 décembre 19873 :
- Finale :  Imo Lions bat  Niger United 22-18 (mi-temps 13 à 11)
- Match pour la 3e place :  JSB/ERC Alger bat  Inter Club de Brazzaville 21-19.

Le classement final est :
1. Imo Lions
2. Niger United
3. JSB/ERC Alger
4. Inter Club de Brazzaville
5. à 8. classement inconnu :

 ?.  OPAG
 ?.  Primeiro de Agosto
 ?.  club inconnu
 ?.  club inconnu
Sources :
1. El Moudjahid du samedi 25 décembre 1987 page 7 dans le supplément sports et du mardi 29 décembre 1987, page 21.
2. Horizons du dimanche 27 décembre 1987 page 1 dans le supplément hebdomadaire de l'actualité sportive.
3. Hamid Grine, L'almanach du sport algérien, t. 1, ANEP Editions, 1990, 589 p. (présentation en ligne), p. 331.

### Édition 1992
La 14e édition du championnat d'Afrique des clubs champions a été organisé à Yamoussoukro en Côte d'Ivoire du 4 au 12 septembre 1992 et a vu la participation de six clubs.
La compétition a été disputée sous la forme d'un mini-championnat et a été remporté par le club camerounais du FAP Yaoundé en récoltant 14 points. Il devance le club ivoirien du RC Abidjan et le club égyptien du Zamalek SC.

### Édition 1994
La seizième édition a eu lieu à Cotonou au Bénin.
La finale, disputée le 2 octobre 1994, a vu le club égyptien d'Al Ahly s'imposer 32 à 23 face au club gabonais du Petro Sport.
Source : El Khabar du mardi 4 octobre 1994 page 16.

### Édition 1995
La 17e édition du championnat d'Afrique des clubs champions a été organisé à Cotonou (Bénin) du mardi 19 décembre au vendredi 29 décembre 1995. Dix équipes ont participé à la compétition :
- Groupe A : Petrosport Port-Gentil ( Gabon), Pélicans HBC ( Bénin), Mouloudia de Batna ( Algérie), USC Bassam ( Côte d'Ivoire) et FAP Yaoundé ( Cameroun)
- Groupe B : Primeiro de Agosto ( Angola), Abuja State ( Nigeria), BEAC ( Tchad), Étoile du Congo ( République du Congo) et ASOPT ( République centrafricaine).

À noter que le tenant du titre, le club égyptien d'Al Ahly, a déclaré forfait. Les deux premiers de chaque groupe sont qualifiés pour les demi-finales. Le calendrier du club algérien du Mouloudia de Batna était : FAP Yaoundé, 2 jours de repos, Petro Sport, USC Bassam et Pélicans HBC.
Parmi les résultats, le match d'ouverture a été joué le mardi 19 décembre 1995 et a vu la victoire des Pélicans HBC face au Petrosport (20-15, mi-temps 9-6). Puis, le jeudi 21 décembre 1995, le Mouloudia de Batna a battu le FAP Yaoundé sur le score de 19 à 15 (mi-temps 8-7).
Qualifié en demi-finale, le MM Batna bat les Angolais du Primeiro de Agosto sur le score de 20 à 19. En finale, le club algérien du MM Batna s'impose face au club camerounais du FAP Yaoundé 24 à 14 (mi-temps 11-4). Le Primeiro de Agosto termine troisième.
L'effectif du MM Batna était : Mohamed Hachemi, Mohamed Lamine Dilekh, Redouane Saïdi, Amar Bedboudi, Lamri Kourichi, Fethnour Lacheheb, Mohamed Bouziane, Lahouari Mellouk, Ali El Hassi, Khaled Mehira, Riad Toubi, Abdelmalek Samai. Entraîneur : Noureddine Djebaili
Sources : 
- L'Authentique no 343 du jeudi 21 décembre 1995 page 17.
- El Khabar du samedi 23 décembre 1995 page 17.
- Le Quotidien d'Oran no 316 du samedi 30 décembre 1995 page 1.

### Édition 1996
La dix-huitième édition a eu lieu à Cotonou au Bénin du 14 au 22 février 1997. Six équipes ont participé à la compétition, joués sous forme de mini-championnat en aller simple.
Le programme et les résultats, partiels, sont :
- 1re journée (match d'ouverture), vendredi 14 février 19971
  - Pélicans  - FAP Yaoundé  19-22
- 1re journée (suite), samedi 15 février 19971
  - MM Batna  bat SOA  24-19
  - Sokota Rima  - Primeiro de Agosto  29-28
- 2e journée, lundi 17 février 19972 :
  - Pélicans  - Primeiro de Agosto  score inconnu
  - Sokoto Rima  bat SOA  28 à 25 mi-temps (15-14)
  - MM Batna  bat FAP Yaoundé  22 à 21 mi-temps (8-11)
- 3e journée, ? février 1997 :
  - MM Batna  bat Pélicans  score inconnu
  - FAP Yaoundé  - Sokoto Rima  score inconnu
  - SOA  - Primeiro de Agosto  score inconnu
- 4e journée, ? février 1997 : 
  - Sokoto Rima  bat MM Batna  score inconnu
  - FAP Yaoundé  - Primeiro de Agosto  score inconnu
  - SOA  - Pelicans  score inconnu
- 5e journée, samedi 22 février 19974 :
  - Sokoto Rima  bat Pélicans  38 à 10.
  - Primeiro de Agosto  bat MM Batna  23 à 21.
  - FAP Yaoundé  bat SOA  score inconnu

Cette édition est ainsi remportée par le club camerounais du FAP Yaoundé devant le club nigérian du Sokoto Rima et le club algérien du MM Batna. Le classement final est :
1. FAP Yaoundé
2. Sokoto Rima
3. MM Batna
4. Primeiro de Agosto
5. SOA
6. Pélicans

Sources :
1. Le Matin n°1532 du lundi 17 février 1997, page 22.
2. Le Matin n°1534 du mercredi 19 février 1997 page 22.
3. El Khabar du lundi 17 février 1997 page 17, du mercredi 19 février 1997 page 17, du jeudi 20 février 1997 page 17.
4. El Watan du dimanche 23 février 1997 page 19.

### Édition 1997
La dix-neuvième édition a eu lieu à Niamey au Niger du 19 au 28 décembre 1997 avec sept clubs.
Les demi-finales ont été disputées le vendredi 26 décembre et ont vu le MC Alger battre le Minuh Yaoundé 28-22 (mi-temps 13-6) et le FAP Yaoundé battre l'Inter Club de Brazzaville (Congo) 31 à 29 après prolongation.
En finale, le MC Alger s'impose nettement 30 à 16 face au FAP Yaoundé.
Sources : El Watan du dimanche 28 décembre 1997, page 17, et Le Quotidien d'Oran du mardi 30 décembre 1997, page 21.

### Édition 1998
La vingtième édition a eu lieu à Cotonou au Bénin du 11 au 22 décembre 1998.
Les demi-finales ont été disputées le jeudi 17 décembre 1998 et ont vu le MC Alger battre le Minuh Yaoundé 20-17 et les Pélicans battre le FAP Yaoundé 25-22.
En finale, le club algérien MC Alger s'impose nettement 30 à 23 face au club local des Pélicans.

### Édition 1999
La 21e édition a eu lieu à Cotonou au Bénin. La finale, disputée le 26 décembre, a vu le club algérien du MC Alger s'imposer 19 à 16 face au club camerounais du FAP Yaoundé.
L'effectif du vainqueur était : Samir Helal (GB), Mohamed Gaga (GB), Yazid Akchiche, Toufik Zeghdoud, El Hadi Biloum, Abdérazak Hamad, Belgacem Filah, Mohamed Rebahi, Saïd Hadef, Rabah Graïche, Kebir, Saïd Bourenane. Entraîneur : Réda Zeguili, entraîneur adjoint : Karim Djemaâ.

### Édition 2002
La 24e édition a eu lieu à Libreville au Gabon du 12 au 26 décembre 2002.
En demi-finale, le club égyptien du Zamalek SC, après un début de compétition poussif, s'est qualifié de justesse face aux Camerounais du Minuh de Yaoundé. Les Égyptiens, après avoir dominé la première période (14 buts à 10), vont voir leurs adversaires revenir à 26-26. Confondant vitesse et précipitation, les Camerounais gèrent mal les 47 dernières secondes de la rencontre et offrent à Maher Hussein Abdel Moncef le privilège de marquer le but décisif, à 10 secondes du coup de sifflet final (27-26 score final). Dans la seconde demi-finale, le club angolais du Sporting Clube de Luanda (en) s'est imposé 33 à 32 face au club sénégalais du ASC Jaraaf
En finale, face à l'une des surprises de la compétition, le Sporting Clube de Luanda (en), les Égyptiens du Zamalek SC ont facilement remporté le match, 37 buts à 28, inscrivant pour la septième fois leur nom au palmarès de la coupe d'Afrique des clubs champions.
Le classement final est :
1. Zamalek SC
2. Sporting Clube de Luanda (en)
3. ASC Jaraaf
4. Minuh de Yaoundé
5. FAP Yaoundé
6. Primeiro de Agosto
7. Ndzimba
8. HC Héritage de Kinshasa
9. Red Star
10. Inter Club de Brazzaville

Du côté de la Côte d'Ivoire, le Red Star a essuyé quatre défaites autant de matchs et termine lanterne rouge de sa poule. La Société omnisports de l'Armée (SOA), vice-championne de Côte d'Ivoire, à qui la Fédération ivoirienne de handball avait promis la participation à la compétition, n'a finalement pas été engagée, la confédération africaine de handball (CAHB) affirmant n'avoir jamais été approchée pour la participation de l'équipe militaire...

### Édition 2004
L'effectif du vainqueur, le MC Alger, était : Samir Helal (GB), Khaled Ghoumal (GB), Yazid Akchiche (capitaine), Abdelghani Loukil, Omar Chehbour, Abdérazak Hamad, Sid Ali Yahia, Rabah Graïche, Saïd Bourenane, Achour Hasni, Mohamed Rebahi, Hamza Toum, El Hadi Biloum, Abderahmane Khetir, Belgacem Filah. Entraîneur : Réda Zeguili, DTS : Djaâfar Belhocine

### Édition 2005
L'effectif du vainqueur, le MC Alger, était : Samir Helal (GB), Samir Kerbouche, Abderrahmane Ketir, Abdelghani Loukil, Abdérazak Hamad, Mohamed Rebahi, Hamza Toum, Yazid Akchiche, Saïd Bourenane, Omar Chehbour, Rabah Graïche, Achour Hasni, Sid Ali Yahia, Hichem Boudrali, Mohamed Bouabderrezaki, Adel Zarabi, Toufik Zeghdoud. Entraïneur : Réda Zeguili, DTS : Djaafar Belhocine

### Édition 2006
L'effectif du vainqueur, le MC Alger, était : Samir Helal (GB), Abdelmalek Slahdji (GB), Abdellah Benmenni (GB), Abdelghani Loukil, Yazid Akchiche, Abderrahmane Khetir, Saïd Bourenane, Rabah Graïche, Mohamed Rebahi, Hamza Toum, Abdérazak Hamad, Sid Ali Yahia, Adel Zerabib, Omar Chehbour, Hichem Boudrali, Toufik Zeghdoud, Achour Hasni, Mohamed Bouabderrezaki, Hamza Zouaoui, Mohamed Loudf, Saïd Hadef, Boumendjel - Entraîneur : Réda Zeguili, DTS : Djaâfar Belhocine.

### À partir de 2008
Voir articles détaillés des éditions 2008, 2009, 2010, 2011, 2012, 2013, 2014, 2015, 2016, 2017, 2018, 2019, 2022 et 2023.

## Bilan

### Par club
| Rang | Club                      | Pays                  | Titres | Finales | Total |
| ---- | ------------------------- | --------------------- | ------ | ------- | ----- |
| 1    | Zamalek SC                | Égypte                | 12     | 2       | 14    |
| 2    | MC Alger                  | Algérie               | 11     | 2       | 13    |
| 3    | Al Ahly SC                | Égypte                | 7      | 3       | 10    |
| 4    | Espérance de Tunis        | Tunisie               | 2      | 4       | 6     |
| 5    | FAP Yaoundé               | Cameroun              | 2      | 3       | 5     |
| 6    | Imo Lions                 | Nigeria               | 2      | 0       | 2     |
| 7    | Inter Club de Brazzaville | / République du Congo | 1      | 3       | 4     |
| 8    | Club Africain             | Tunisie               | 1      | 1       | 2     |
| 8    | Étoile du Sahel           | Tunisie               | 1      | 1       | 2     |
| 10   | Primeiro de Agosto        | Angola                | 1      | 0       | 1     |
| 10   | MM Batna                  | Algérie               | 1      | 0       | 1     |
| 10   | Nadit Alger               | Algérie               | 1      | 0       | 1     |
| 10   | Omness de Dabou           | Côte d'Ivoire         | 1      | 0       | 1     |
| 10   | Port-Saïd                 | Égypte                | 1      | 0       | 1     |

GS Pétroliers (inclus MC Alger).

### Par pays
| Rang  | Pays                  | Titres | Finales | Total |
| ----- | --------------------- | ------ | ------- | ----- |
| 1     | Égypte                | 20     | 6       | 25    |
| 2     | Algérie               | 13     | 4       | 17    |
| 3     | Tunisie               | 4      | 6       | 10    |
| 4     | Cameroun              | 2      | 8       | 10    |
| 5     | Nigeria               | 2      | 5       | 7     |
| 6     | / République du Congo | 1      | 4       | 5     |
| 7     | Côte d'Ivoire         | 1      | 2       | 3     |
| 7     | Angola                | 1      | 2       | 3     |
| 9     | Bénin                 | 0      | 2       | 2     |
| 10    | Togo                  | 0      | 1       | 1     |
| 10    | Sénégal               | 0      | 1       | 1     |
| 10    | Gabon                 | 0      | 1       | 1     |
| 10    | Maroc                 | 0      | 1       | 1     |
| 10    | RD Congo              | 0      | 1       | 1     |
| Total | Total                 | 45     | 45      | 90    |